# Эриццо, Франческо
Франческо Эриццо (итал. Francesco Erizzo; 1566 — 1646) — 98-й венецианский дож. Большая часть его правления прошла без потрясений, пока в 1645 году Венеция не начала Кандийскую войну с турками.

## Биография
Франческо был вторым из четырёх сыновей Бенедетто Эриццо и Марины Контарини. Род Эриццо происходил из Истрии, принадлежал к венецианской аристократии, его представители входили в Великий Совет. При этом семья Эриццо, несмотря на знатность, была не особенно богатой. Франческо никогда не женился, оставив своему брату Николо дело продолжения рода Эриццо. При этом они имел внебрачную дочь, ставшую монахиней под именем Мария Бенедетта.
Обучался в университете Падуи и посещал курсы по философии и риторике, так и не получил докторской степени, но приобрел богатые знания в области ораторского мастерства. Начал свою политическую карьеру в апреле 1590 года. Это был период активных политических дискуссий, вызванных конфликтом между партией клерикалистов и их противниками. Эриццо мудро выдержал умеренную позицию, на равном расстоянии между фракциями. Это позволило ему завоевать авторитет в политических кругах. 11 марта 1595 года Эриццо был назначен мэром одного из городов в Далмации с задачей контроля над всей областью. Доклад, представленный им в Сенат в 1596 году, запечатлел катастрофическую ситуацию в экономике Республики. В 1599—1615 годах Эриццо занимал должности администратора и ответственного за военные поставки.

### Дож

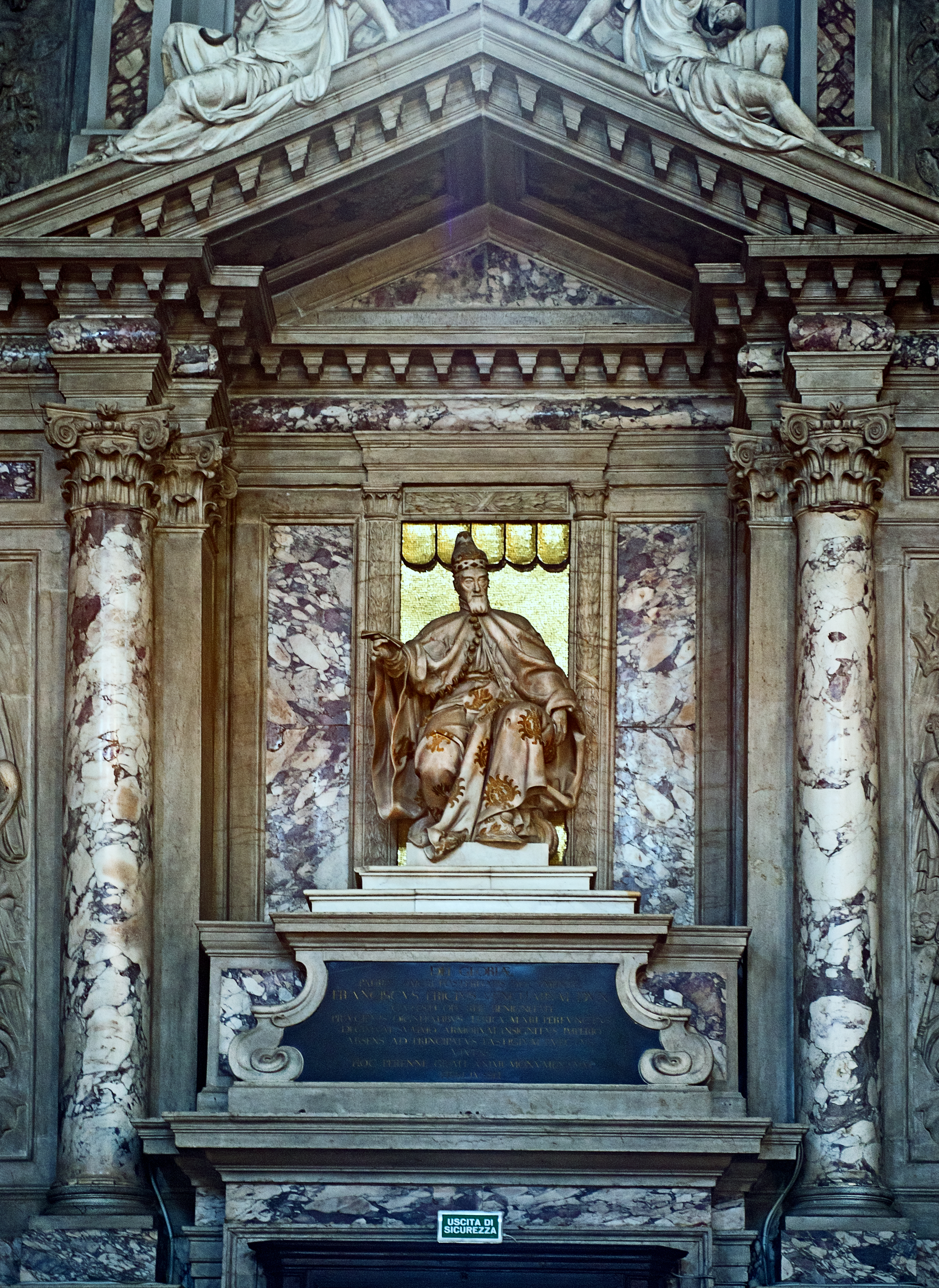
Могила Франческо Эриццо у церкви Св. Мартина

Авторитет среди населения Венеции позволил Эриццо быть избранным дожем 10 апреля 1631 года в первом туре голосования с 40 голосами из 41. Известие об избрании он получил в Виченце, где контролировал строительство новых городских укреплений.
Его правление пришлось на довольно спокойный период. В 1630-х годах он боролся с азартными играми и покровительствовал театрам. Беззаботность этого периода не была нарушена короткой войной против Папского государства, которое стремилось присоединить небольшое герцогство Кастро и окрестности Пармы. В 1644 году был достигнут благоприятный для Венеции мир.
Однако время спокойствия для Республики заканчивалось, и в 1645 году началась долгая Кандийская война с турками. 7 декабря, вероятно, с намерением поднять настроение общественности, Сенат предложил начать военные действия против турок. Эриццо горячо поддержал войну, но тело 79-летнего дожа не выдержало новых тревог, и Эриццо умер вскоре после этого, 3 января 1646 года. Был похоронен в церкви Сан-Мартино-ди-Кастелло рядом с местом его рождения.